# Sesleria phleoides
Sesleria phleoides là một loài thực vật có hoa trong họ Hòa thảo. Loài này được Steven ex Roem. & Schult. miêu tả khoa học đầu tiên năm 1817.